# あき亀山駅
あき亀山駅（あきかめやまえき）は、広島県広島市安佐北区亀山南一丁目にある西日本旅客鉄道（JR西日本）可部線の駅。同線の終点である。駅番号はJR-B16。

## 概要
可部線延伸区間終端駅である。旧・可部線廃線区間を活用したものであり、旧・可部線時代は400 m程可部駅方向に河戸駅があった。一度廃線となった可部線可部 - 三段峡間の一部が当駅まで電化復活となった経緯は可部線及び河戸駅の記事を参照。2003年に廃止された安芸亀山駅とは直線で3.4 km程離れており、区別するために旧国名を平仮名としている。
正式駅名が決定する前の仮称は「新河戸駅」（しんこうどえき）であった。
当駅周辺には以前荒下県営住宅があったが、その跡地に広島市立安佐市民病院が移転し広島市立北部医療センター安佐市民病院として開院した。

## 歴史
- 2014年（平成26年）
  - 2月25日：新河戸駅を含む延伸区間鉄道事業が許可[3]。
  - 12月19日：広島市による駅建設用地取得手続き遅れに伴い、開業が2017年春に1年延期が決定[4]。
- 2015年（平成27年）2月6日：延伸区間の駅舎設計がほぼ終了したため、新駅イメージパースを発表[広報 4]。
- 2016年（平成28年）
  - 7月8日：JR西日本が正式駅名を「あき亀山駅」と決定[広報 5]。
  - 12月23日：可部線の可部駅 - 当駅間の試運転を開始[5]。
- 2017年（平成29年）3月4日：可部線可部駅 - 当駅間延伸時に終着駅として開設[2][広報 2]。

## 駅構造
頭端式ホーム1面2線を有する地上駅。2番線南側には電化された留置線が2線、その南側に更に非電化側線が1線ある。場内信号機は1基のみで、その下方に進路表示機が設置され、進入可能な線路番号が数字で表示される。夜間留置設定駅である。
改札とホーム間は階段が無く、バリアフリー対応となっている。改札外に車椅子対応トイレが設置されている。
自動券売機及び簡易自動改札機が設置されており、ICOCA（相互利用可能ICカードはICOCAの項を参照）が利用可能。JR特定都区市内制度における「広島市内」の駅である。
無人駅。線路西側に駅舎がある。これは、乗務員宿泊所と非常用連動装置制御盤が設置されているためである。

### のりば
| のりば | 路線   | 行先           |
| ------ | ------ | -------------- |
| 1・2   | 可部線 | 横川・広島方面 |

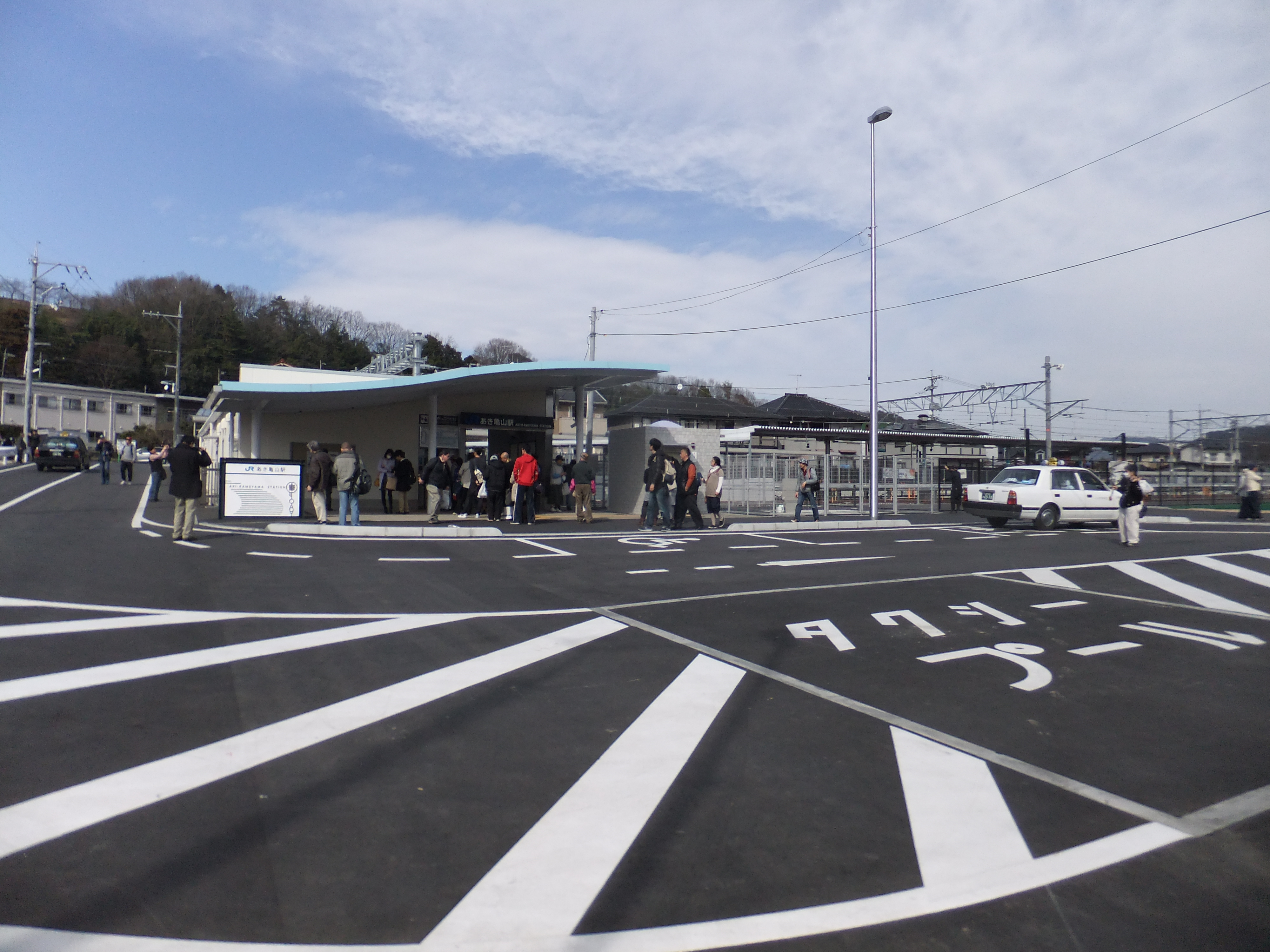
駅全景（2017年3月）
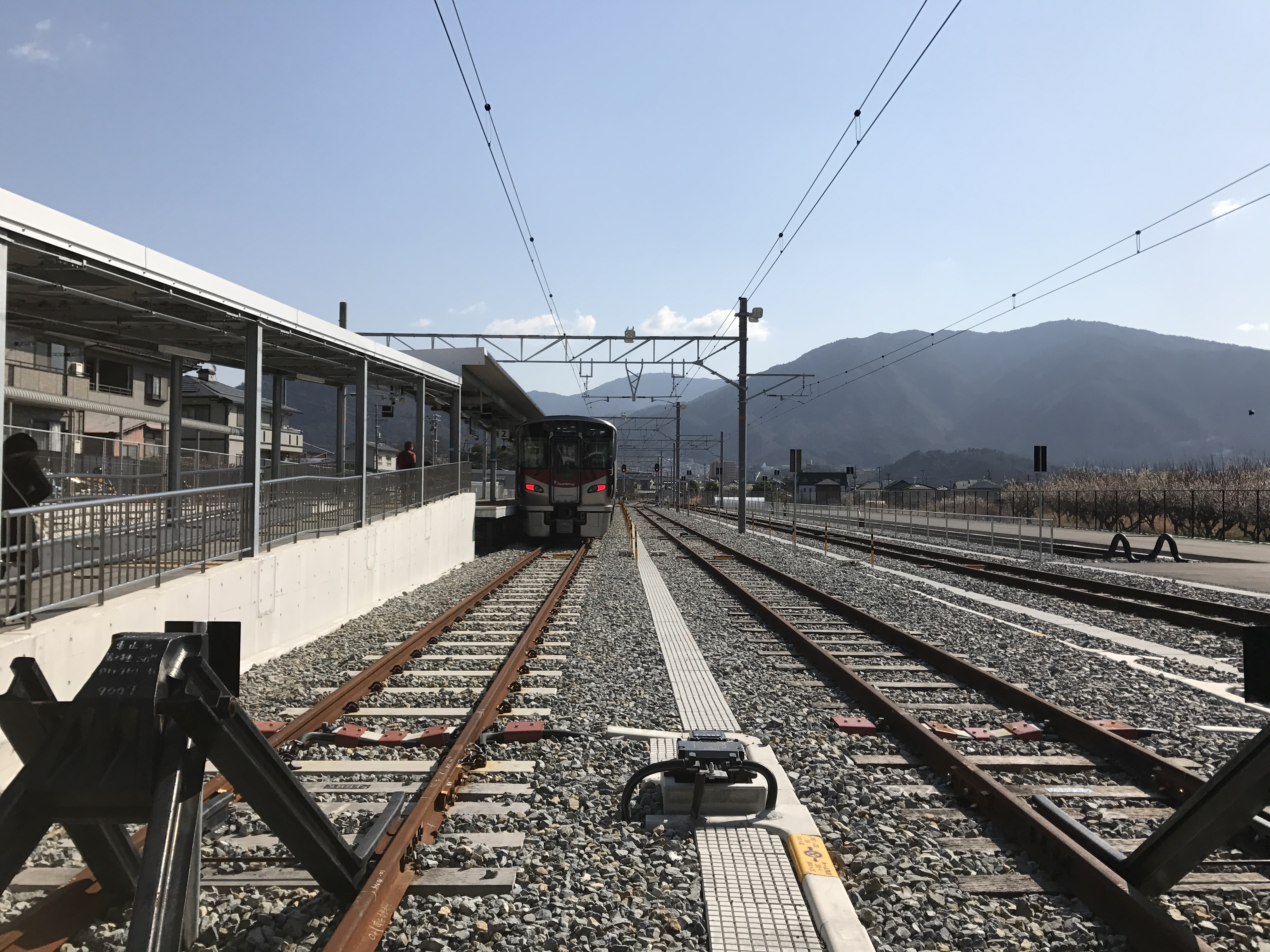
駅構内（2017年3月）
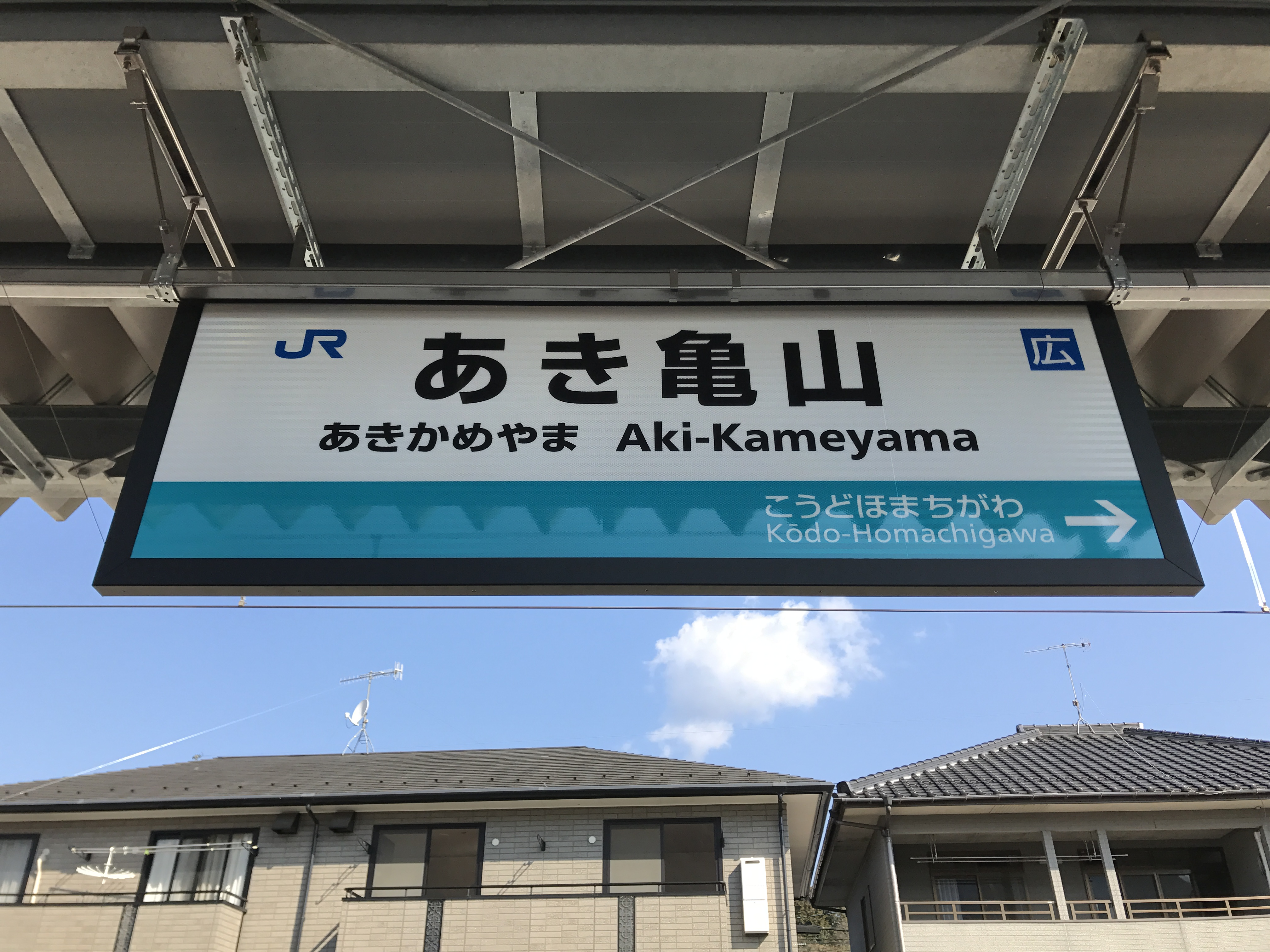
駅名標（2017年3月）
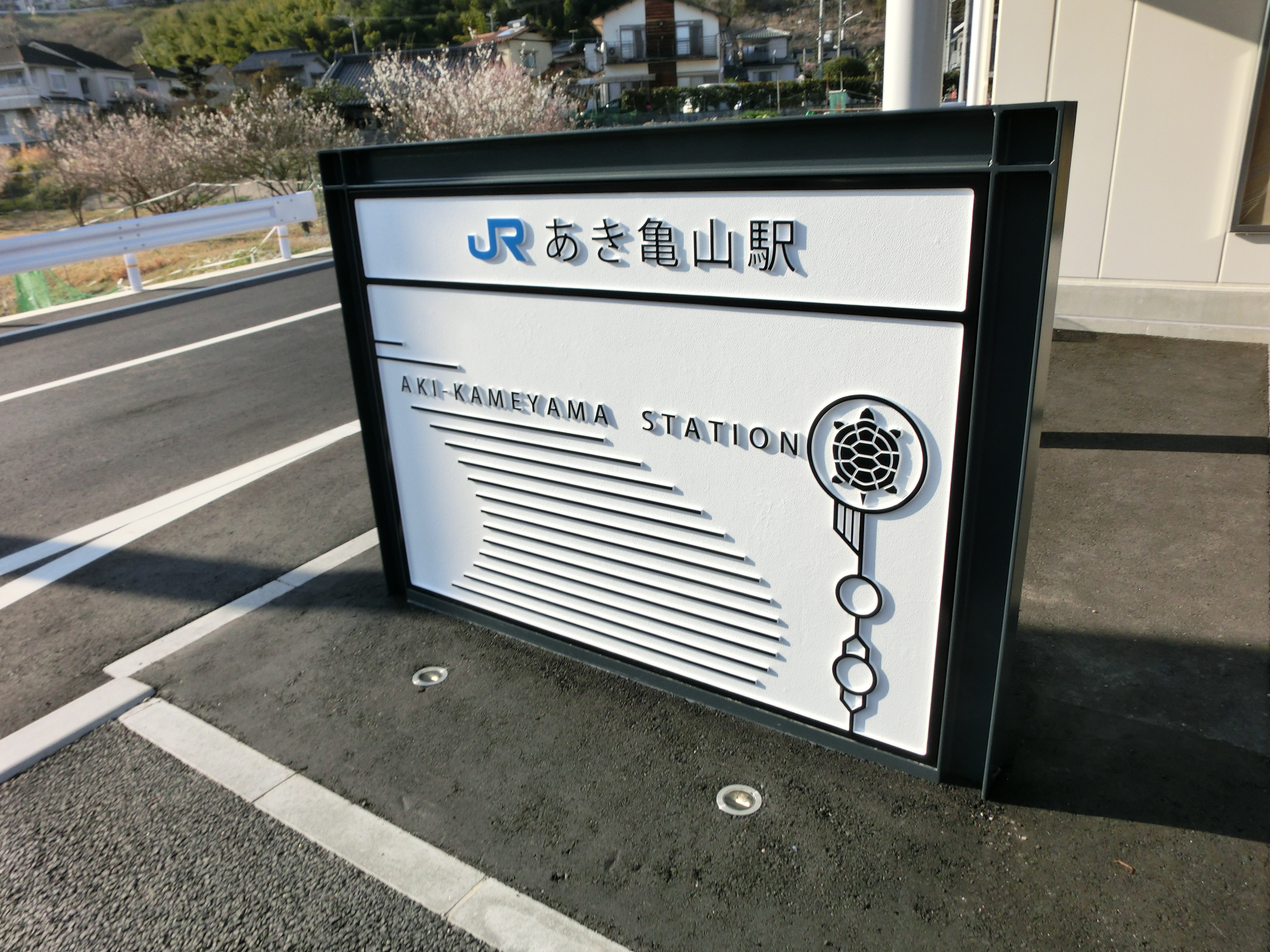
駅名板（2017年3月）
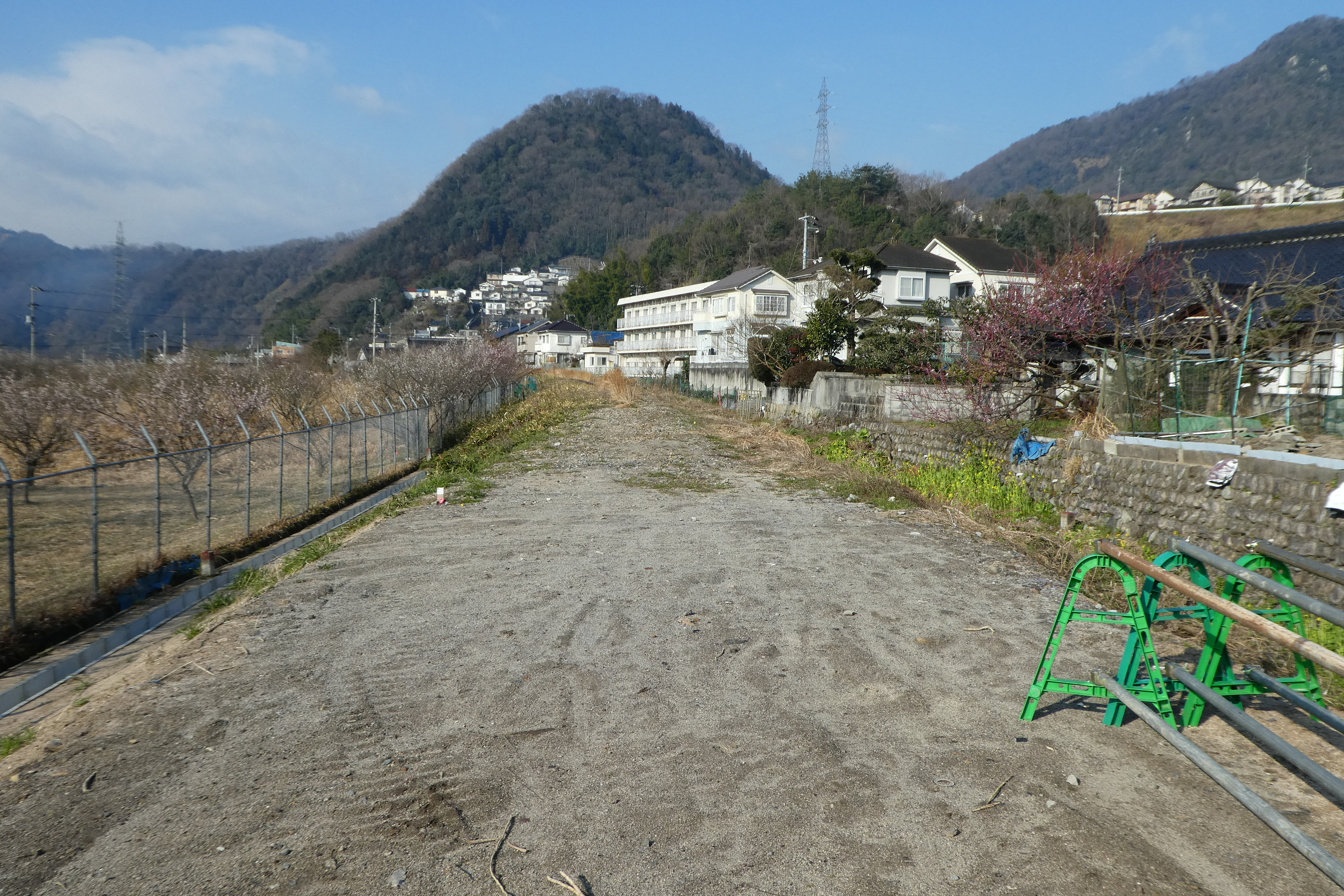
三段峡方面への廃線跡（2017年3月）
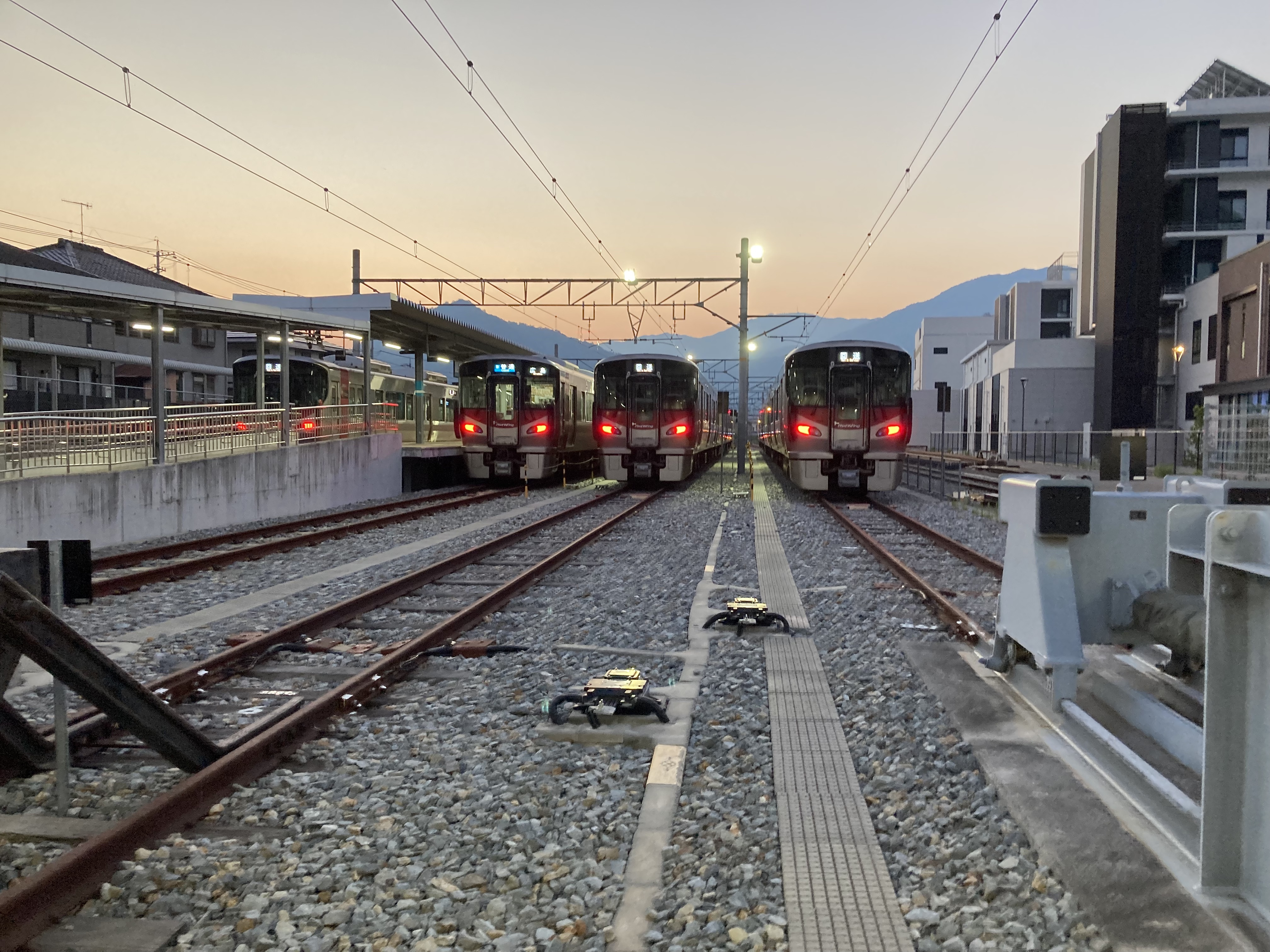
駅構内の留置線（2022年7月）

## 利用状況
- 以下の情報は特記の無い限り、広島市統計書に基づいたデータである。なお、2016年度の実営業日数は28日である。

| 年度                | 1日平均 乗車人員 |
| ------------------- | ---------------- |
| 2016年（平成28年）  | 324              |
| 2017年（平成29年）  | 554              |
| 2018年（平成30年）  | 598              |
| 2019年（令和 元年） | 642              |
| 2020年（令和02年）  | 578              |
| 2021年（令和03年）  | 620              |
| 2022年（令和04年）  | 934              |

## 駅周辺

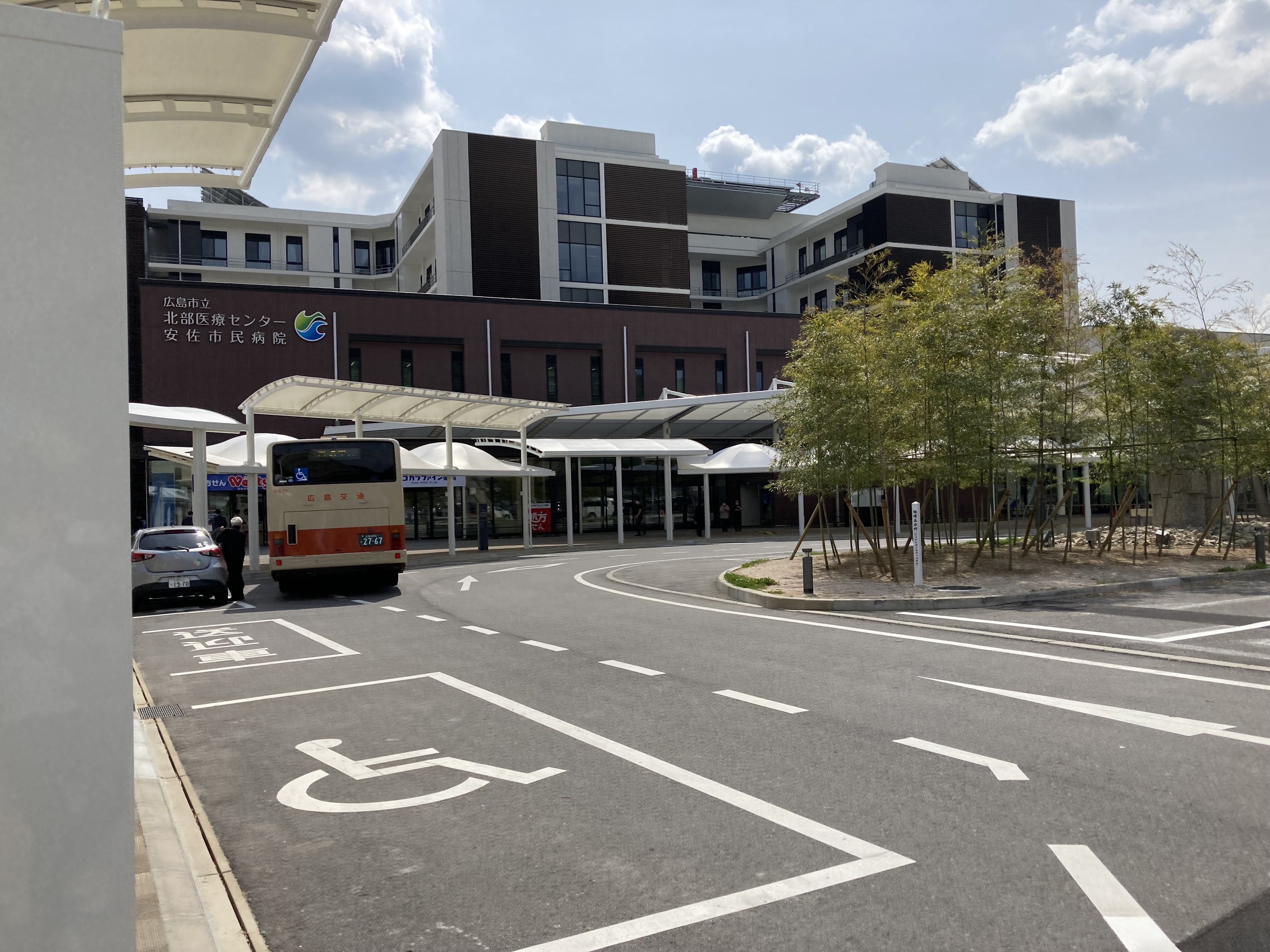
広島市立北部医療センター安佐市民病院

- 広島市立北部医療センター安佐市民病院（駅南隣）
- 広島市立亀山南小学校
- 広島市立亀山中学校
- 虹山県営住宅
- 希望が丘団地
- 広島県道267号宇津可部線
- 広島交通「北部医療センター安佐市民病院」停留所、「長井」停留所：宇津・可部線
- エディオン 可部店

## その他
- ICOCAの使用履歴について、当駅は「アキ亀山」と表記されている。[要出典]

## 隣の駅
西日本旅客鉄道（JR西日本）
 可部線
河戸帆待川駅 (JR-B15) - あき亀山駅 (JR-B16)

#### 広報資料・プレスリリース等1次資料
1. ↑  『JR可部線の電化延伸について』（プレスリリース）JR西日本、2013年2月4日。オリジナルの2013年2月4日時点におけるアーカイブ。2014年1月28日閲覧。
2. 1 2  『平成29年春のダイヤ改正について』（PDF）（プレスリリース）西日本旅客鉄道広島支社、2016年12月16日。2016年12月19日閲覧。
3. ↑  “西日本旅客鉄道（株）申請の第一種鉄道事業許可について（概要）” (PDF).  国土交通省 (2014年2月25日). 2014年2月25日閲覧。
4. ↑  『可部線電化延伸区間の新駅について』（プレスリリース）西日本旅客鉄道、2015年2月6日。
5. ↑  可部線および山陽線新駅の駅名決定について 西日本旅客鉄道 ニュースリリース 2016年7月8日